# Stadionheizung
Mit Stadionheizung oder Tribünenheizung sind Heizungssysteme gemeint, die Zuschauer auf den Tribünen bei kühleren Außentemperaturen mit angenehmen Temperaturen beaufschlagen. Eine Stadionheizung soll in erster Linie den Zuschauerkomfort steigern. Sie ist nicht zu verwechseln mit einer Rasenheizung, die das Spielfeld von Frost und Schnee freihalten soll.

## Problematik
Zuschauer von Sportveranstaltungen empfinden an kühlen Tagen Unbehaglichkeit. Diese Unbehaglichkeit ist im Wesentlichen das Resultat von drei Faktoren: niedrige Umgebungstemperatur, bewegte Luft (Wind) und sinkenden Empfindungstemperatur, verursacht, da der menschliche Stoffwechsel (Metabolismus) durch statische Tätigkeiten (hier Sitzen) sinkt. Viele Stadionbetreiber kennen den Umstand und kompensieren die Differenz der Empfindungstemperatur durch Stadionheizungen (Tribünenheizung).

## Imagefaktor
Über Stadionbeheizungen gibt es widersprüchliche Meinungen. Viele vertreten die Auffassung, dass nur, wer sich Wind und Wetter aussetzt, auch den Namen „Fan“ wirklich verdient. Jedoch haben die gestiegenen Ansprüche an „das Produkt Fußball“ die Architektur der Stadien verändert. In der Regel sind alle Plätze überdacht. Exklusive Logen sollen Prominenz aus Politik und Wirtschaft ins Stadion locken. Das Stadion dient als Repräsentationsbau für die Finanzkraft des Vereins. Architektur und Stadiontechnik liefern den Rahmen für die Inszenierung des Fußballs als „Event“. Viele Stadien haben dies erkannt und in eine Stadionheizung investiert. In den Benelux-Ländern ist die Tribünenbeheizung seit langem elementarer Planungsbestandteil. Heute sind in den Niederlanden rund drei Viertel aller Tribünen in der 1. und 2. Liga beheizt.
Interessanterweise befinden sich der Großteil der beheizten Stadien in gemäßigten Klimazonen. Wie eine nicht repräsentative Ausarbeitung eines Stadionheizungsherstellers belegt, sind es gerade die wirtschaftlich rentablen Stadien, also die, die ihre Plätze kontinuierlich ausverkaufen, die in eine Stadionheizung investieren.

## Technik
Stadionheizungen (Tribünenheizung) funktionieren auf Infrarotbasis – vergleichbar mit dem Prinzip der Sonne. Zum Vergleich soll ein Gletscheraufenthalt dienen: Dort erscheint es einem warm, wenn die Sonne scheint, obwohl die Lufttemperatur tatsächlich nur 0 °C aufweist. Das hat mit den elektromagnetischen Wellen zu tun die auf den Oberflächen eines Körpers in Wärme (Moleküle werden zur Schwingung angeregt) umgewandelt werden. Ohne die direkte Sonneneinstrahlung, zum Beispiel im Schatten, empfindet man die Temperatur als kalt. Ähnlich funktioniert es im Stadion. Während die tatsächliche Lufttemperatur nur unwesentlich ansteigt, erhöht sich die Empfindungstemperatur der Zuschauer durch die direkte Infrarotstrahlung. Wir empfinden dies als behagliche Wärme.
Eine effektive Stadionheizung auf Infrarotbasis nutzt das Medium Gas. Die Stadionstrahler werden durch einen atmosphärischen Brenner direkt beheizt. Die Strahler werden an der Dachkonstruktion angebracht. Die Erzeugung der warmen Infrarotstrahlen erfolgt an der Geräteunterseite durch die sichtbare Verbrennung eines Gas-Luft-Gemisches. Dabei glühen die perforierten Keramikplatten und erhitzen sich bis auf rund 950 °C. Die heiße Keramikplattenoberfläche gibt dann die Infrarotstrahlung ab. Reflektoren leiten die Strahlung gezielt nach unten in den Sitzbereich des Publikums.

## Kosten
Neben der Grundinvestition, also die Infrarotstrahler selbst, muss die Gasleitung mit in die Kalkulation einbezogen werden. Die laufenden Kosten sind mit durchschnittlichen 3 Cent pro beheizter Sitzplatz und Spieltag vergleichsweise gering.

## Einsatz
Die Anzahl der Stadien mit Stadionheizungen steigt stetig. Waren es 2004 in Europa etwa 10 Stadien, sind es heute über 30 Stadien.
Während manche bewusst ihr komplettes Stadion beheizen, setzen andere die Heizung nur für bestimmte Bereiche oder ihre VIP-Plätze ein.

### Beispiele für Stadien mit Tribünenheizung
| Club                | Stadion                   | Land        | Zuschauer |
| ------------------- | ------------------------- | ----------- | --------- |
| Real Madrid         | Estadio Santiago Bernabéu | Spanien     | 80.400    |
| Rutgers Scarlets    | Rutgers University        | USA         | 56.000    |
| Fenerbahçe Istanbul | Sükrü Saraçoglu           | Türkei      | 52.000    |
| Fortuna Düsseldorf  | Merkur Spiel-Arena        | Deutschland | 51.500    |
| Ajax Amsterdam      | Johan-Cruyff-Arena        | Niederlande | 51.300    |
| Feyenoord Rotterdam | De Kuip                   | Niederlande | 51.200    |
| FC Chelsea          | Stamford Bridge           | England     | 42.500    |
| Kayserispor         | Kayseri-Kadir-Has-Stadion | Türkei      | 35.000    |
| Real Valladolid     | Estadio José Zorrilla     | Spanien     | 26.500    |
| VVV-Venlo           | De Koel                   | Niederlande | 24.500    |
| FC Utrecht          | Stadion Galgenwaard       | Niederlande | 24.400    |
| Roda JC Kerkrade    | Parkstad Limburg Stadion  | Niederlande | 20.000    |
| NAC Breda           | Rat-Verlegh-Stadion       | Niederlande | 17.750    |
| Viking Stavanger    | Viking-Stadion            | Norwegen    | 16.100    |
| AZ Alkmaar          | AFAS Stadion              | Niederlande | 16.000    |
| Willem II Tilburg   | König-Wilhelm-II.-Stadion | Niederlande | 14.600    |
| FC Lahti            | Stadion Lahti             | Finnland    | 14.500    |
| NEC Nijmegen        | Goffertstadion            | Niederlande | 12.500    |
| TBV Lemgo           | Gerry-Weber-Stadion       | Deutschland | 12.300    |
| Sparta Rotterdam    | Het Kasteel               | Niederlande | 11.500    |
| ADO Den Haag        | Zuiderpark                | Niederlande | 11.000    |
| Popa Football       | Arena Pori                | Finnland    | 11.000    |
| BV De Graafschap    | De Vijverberg             | Niederlande | 10.900    |
| HJK Helsinki        | Telia 5G -areena          | Finnland    | 10.800    |
| FC Den Bosch        | Stadion De Vliert         | Niederlande | 9.000     |
| Inter Turku         | Veritas-Stadion           | Finnland    | 8.100     |
| FC Oss              | Frans-Heesen-Stadion      | Niederlande | 4.700     |
| FC Dordrecht        | GN-Bouw-Stadion           | Niederlande | 4.100     |
| Helmond Sport       | Lavans Stadion            | Niederlande | 4.100     |